# Liste der Monuments historiques in Cornillé
Die Liste der Monuments historiques in Cornillé führt die Monuments historiques in der französischen Gemeinde Cornillé auf.

## Liste der Objekte
| Bezeichnung                 | Beschreibung                | Standort                        | Kennzeichnung | Schutzstatus | Datum | Bild           |
| --------------------------- | --------------------------- | ------------------------------- | ------------- | ------------ | ----- | -------------- |
| Bleiglasfenster: Kreuzigung | um 1905, von Emmanuel Rault | in der Kirche St-Melaine (Lage) | PM35001813    | Inscrit      | 1983  | weitere Bilder |